# Chiretolpis ochracea
Chiretolpis ochracea är en fjärilsart som beskrevs av Rothschild och Jordan 1901. Chiretolpis ochracea ingår i släktet Chiretolpis och familjen björnspinnare. Inga underarter finns listade i Catalogue of Life.